# Endgame (Fernsehserie)
Endgame (dargestellt als ENDGAMƎ) ist eine kanadische Dramaserie des Senders Showcase. Ihre Erstausstrahlung in Kanada erfolgte ab 14. März 2011.
Die Serie besteht nur aus 13 Folgen in einer Staffel, da der ausstrahlende Sender aufgrund schwacher Quoten von einer Fortsetzung absah. Zu einer deutschsprachig synchronisierten Ausstrahlung kam es bisher nicht.

## Handlung
Nachdem seine Verlobte ermordet wurde, entwickelt der russische Schachmeister Arkady Balagan eine Agoraphobie. Daher zieht er sich in jenes Hotel zurück, vor welchem seine Verlobte getötet wurde. Aus diesem heraus versucht er mit einigen Freunden und Bediensteten den Mordfall seiner Verlobten zu klären, während er nebenbei andere Verbrechen aufklärt und dabei seine analytischen Fähigkeiten einsetzt. Zur Finanzierung seines Lebensunterhalts nutzt er Online-Schachpartien, die Interessenten gegen ihn, den „Großmeister Arkady Balagan“, über seine Website führen können.

## Figuren
- Arkady Balagan –  Hauptperson und Schachmeister, der zum Hobbydetektiv wird
- Sam Besht – ein Student und Schachfanatiker, der Balagan beim Lösen seiner Fälle hilft.
- Hugo – der Sicherheitschef des Hotels
- Danni – Barkeeperin und Informationsquelle für Balagan
- Pippa – die jüngere Schwester Balagans ermordeter Verlobten, Rosemary
- Alcina – eine Putzfrau des Hotels, die Sam bei den Außeneinsätzen zu Balagans Fällen behilflich ist
- Barbara Stilwell – die Managerin des Hotels
- Rosemary – Balagans ermordete Verlobte

## Episodenliste
| Nr. | Deutscher Titel | Originaltitel             | Erstausstrahlung USA | Deutschsprachige Erstausstrahlung (D) | Regie          | Drehbuch                          |
| --- | --------------- | ------------------------- | -------------------- | ------------------------------------- | -------------- | --------------------------------- |
| 1   | -               | Opening Moves             | 14. März 2011        | -                                     | David Frazee   | Avrum Jacobson                    |
| 2   | -               | Turkish Hold’em           | 21. März 2011        | -                                     | David Frazee   | Avrum Jacobson                    |
| 3   | -               | The Caffeine Hit          | 28. März 2011        | -                                     | Anne Wheeler   | Jeremy Boxen                      |
| 4   | -               | The Other Side of Summer  | 4. Apr. 2011         | -                                     | Anne Wheeler   | Sarah Dodd                        |
| 5   | -               | I Killed Her              | 11. Apr. 2011        | -                                     | James Head     | Avrum Jacobson                    |
| 6   | -               | Fearful Symmetry          | 18. Apr. 2011        | -                                     | David Frazee   | Steve Cochrane                    |
| 7   | -               | Gorillas in our Midst     | 25. Apr. 2011        | -                                     | Rachel Talalay | Katherine Collins, Avrum Jacobson |
| 8   | -               | The White Queen           | 2. Mai 2011          | -                                     | Charles Binamé | Jeremy Boxen                      |
| 9   | -               | Huxley, We Have a Problem | 9. Mai 2011          | -                                     | Anne Wheeler   | Graeme Manson                     |
| 10  | -               | Bless This Union          | 16. Mai 2011         | -                                     | David Frazee   | Kate Melville                     |
| 11  | -               | Mr. Black                 | 30. Mai 2011         | -                                     | James Head     | Jeremy Boxen                      |
| 12  | -               | Polar Opposites           | 6. Juni 2011         | -                                     | Kari Skogland  | Katherine Collins                 |
| 13  | -               | Deadman Talking           | 13. Juni 2011        | -                                     | David Frazee   | Avrum Jacobson                    |